# Högförräderi
Högförräderi, ett förräderibrott, är en inom den straffrättsliga litteraturen – och i vissa strafflagar – använd benämning för brottsliga angrepp på statens författning, statsöverhuvudets ställning och statens område. I äldre tider förutsattes vanligen för högförräderistraff, att brottslingen var undersåte i det land, mot vilket han förbröt sig, eller annars av särskilda skäl var skyldig detta land trohet. Men denna förutsättning förekommer inte i nyare strafflagar. Straffet är enligt dessa i många länder för svårare fall dödsstraff (inte i Europa), för andra fall frihetsstraff på livstid eller viss längre tid. Samma straffmaximum gäller vanligen, vare sig gärningen stannar vid försök eller fortskrider till fullbordat brott. Redan förberedelser till högförräderi, särskilt högförrädiska stämplingar, och offentliga uppmaningar till detta brott är vanligen belagda med straff. Högförräderibrott mot staten till förmån för en annan nation kallas även landsförräderi, särskilt i samband med krig. Militärt landsförräderi och landsförräderi i samband med pågående eller hotande väpnad konflikt betecknas även krigsförräderi.  

## Sverige
Högförräderi är enligt nu gällande svensk rätt brott mot rikets säkerhet i syfte att lägga landet under främmande välde. Förräderibrott kan falla under brott mot Tryckfrihetsförordningen.
I Sverige styrs straffet av 19 kapitlet 1 § brottsbalken:
| ” | Den som, med uppsåt att riket eller del därav ska, med våldsamma eller annars lagstridiga medel eller med utländskt bistånd, läggas under främmande makt eller bringas i beroende av sådan makt eller att del av riket på så sätt ska lösryckas, företar en handling som innebär fara för uppsåtets förverkligande, döms för högförräderi till fängelse på viss tid, lägst tio och högst arton år, eller på livstid eller, om faran var ringa, till fängelse i lägst fyra och högst tio år. Om någon, med uppsåt att åtgärd eller beslut av statschefen, regeringen, riksdagen eller högsta domarmakten ska med utländskt bistånd framtvingas eller hindras, företar en handling som innebär fara för detta, döms också för högförräderi. | „ |

I svenska strafflagen förekom inte uttrycket högförräderi, men vad 8 kapitlet l § stadgade om "förräderi" motsvarar i stort sett andra lagars högförräderibestämmelser. Straffet var (till 1921) dödsstraff eller straffarbete på livstid. Var faran ringa, nedsattes dock detta straff till straffarbete i sex till tio år. Krigsförräderi har fram till 1973 haft dödsstraff som möjlig påföljd under krigstid, men har aldrig tillämpats. Därefter är alla dödsstraff förbjudna i Regeringsformen.
En äldre benämning för högförräderi är riksförräderi.
Numera är straffet i Sverige fängelse på mellan 10 och 18 år (eller på livstid). Vid ringa fara är straffet fängelse i mellan 4 och 10 år.

## Storbritannien
I Storbritannien är high treason brottsliga angrepp eller försök till brottsliga angrepp på monarkens makt och ställning. Till sådana angrepp räknas stämplingar för att mörda monarken, föra krig mot monarken, hjälpa och stödja monarkens fiender, undergräva den lagliga tronföljden till den brittiska kronan samt ha sexuellt umgänge med monarkens gemål, äldsta ogifta dotter eller tronarvingens gemål.
Historiskt sett har även andra handlingar räknats som brottsliga angrepp. Dit har hört falskmynteri och att bli prästvigd i den katolska kyrkan.[källa behövs].